# 2025 ve fotografii
Tento článek obsahuje významné fotografické události v roce 2025.

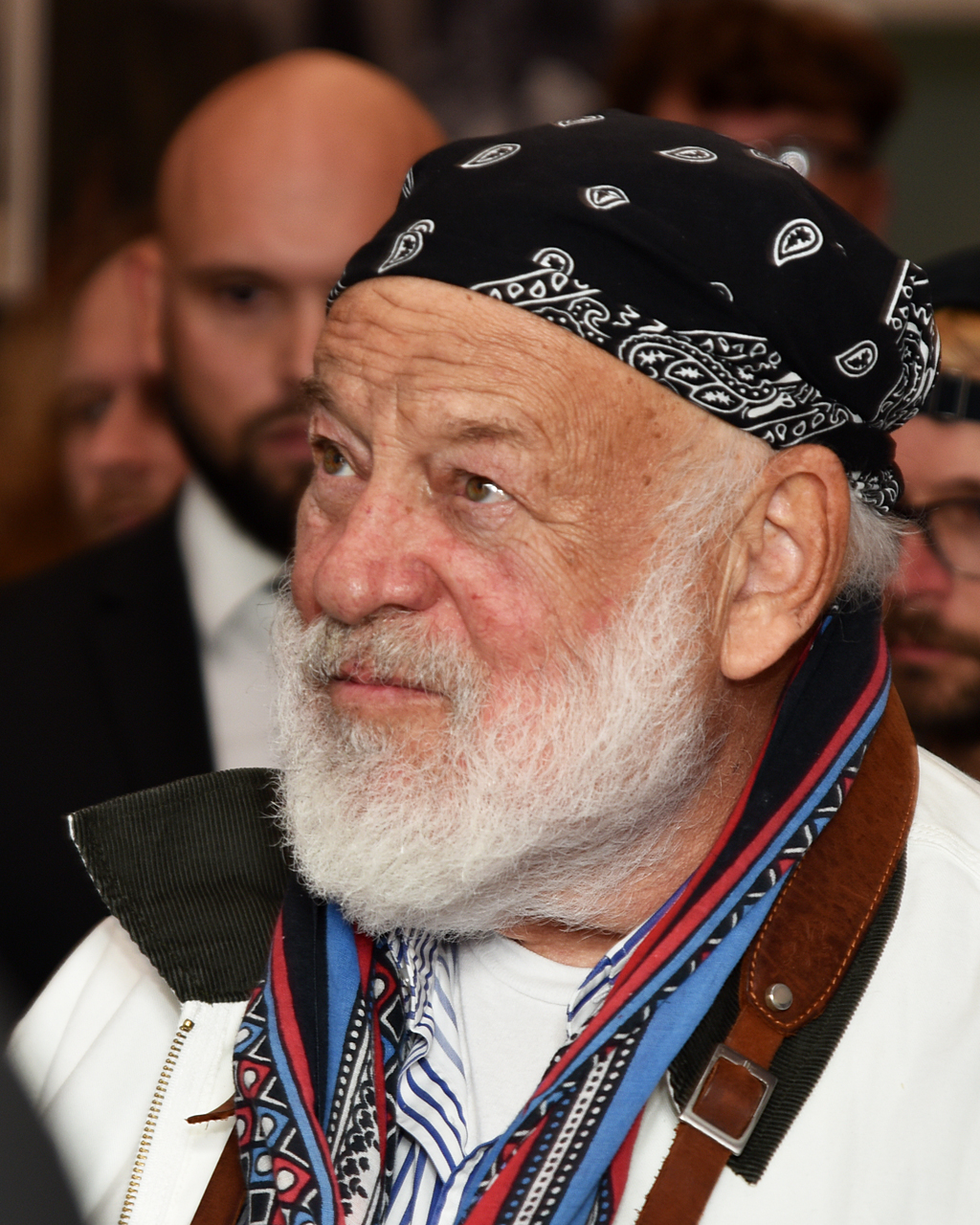
Bruce Weber měl v Praze výstavu Bruce Weber: My Education; Dům U Kamenného zvonu

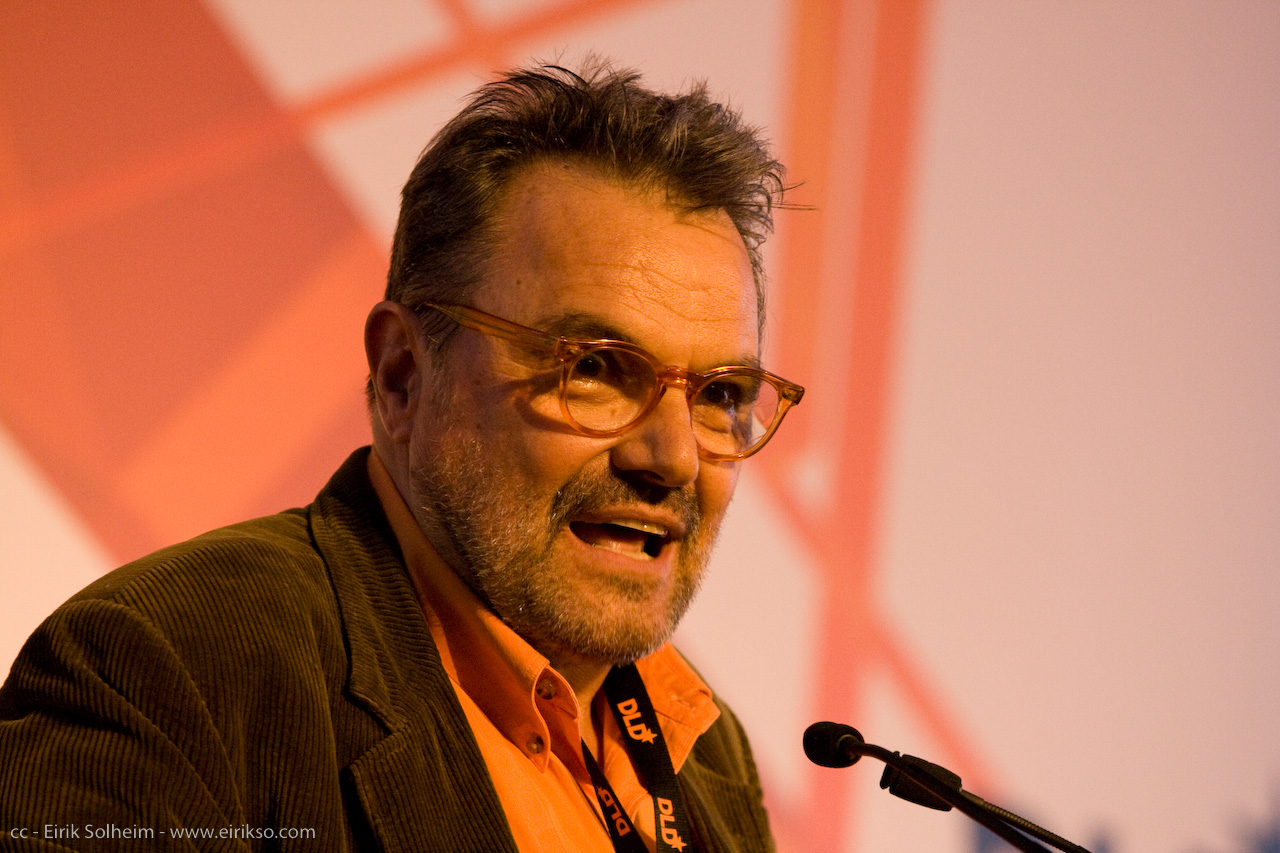
Dne 13. ledna zemřel Oliviero Toscani, italský fotograf známý svými kontroverzními reklamními kampaněmi pro italskou firmu United Colors of Benetton

## Události
- Mezinárodní festival fotografie v Lodži, květen
- Prague Photo, listopad
- Měsíc fotografie, Bratislava
- Festival ptáků a přírody (Festival de l'oiseau et de la nature) polovina dubna 2025
- 61. ročník Mezinárodního fotografického veletrhu Bièvres červen 2025
- 122. kongres Fédération photographique de France, v Aurillacu konec května 2025
- 55. Rencontres d'Arles asi od začátku července do konce září 2025
- Paris Photo v Grand Palais v Paříži začátek listopadu 2025
- documenta, Kassel
- 26. Festival international de la photo animalière et de nature, Montier-en-Der, každý třetí čtvrtek v listopadu
- Salon de la photo, Paříž, listopad
- Mois de la Photo, Paříž, listopad
- Visa pour l'image, Perpignan, začátek září
- Nordic Light, Kristiansund, Norsko

## Velké výstavy
- Bruce Weber: My Education, Dům U Kamenného zvonu, 20. září 2024 – 19. ledna 2025, kurátoři: Helena Musilová, Nathaniel Kilcer, producent: Milosh Harajda[1]
- Karl Blossfeldt, La Photographie à la lumière de l'art, La Collection photographique / Fondation SK pour la culture, Kolín nad Rýnem, od 6. září 2024 do 2. února 2025[2]
- William Klein, All the World's a Stage, nejobsáhlejší retrospektivní výstava tvorby amerického fotografa od jeho smrti, pokrývající různé aspekty jeho tvorby prostřednictvím přibližně 200 děl, Muzeum umění, architektury a technologií (MAAT), Lisabon, od 18. září 2024 do 3. února 2025[3][4]
- Daidó Morijama, Daido Moriyama: Rétrospective, Photo Elysée, Lausanne, od 6. září 2024 do 23. února 2025[5][6]
- Flor Garduño, Paths of Life, prezentující retrospektivu díla mexické fotografky, Throckcmorton Fine Art, New York, od 3. října 2024 do 22. ledna 2025[7][8][9]
- Letizia Battaglia, Vie, Amour et Mort en Sicile, The Photographers' Gallery, Londýn, od 9. října 2024 do 23. února 2025[10][11].
- Irving Penn, Centennial, retrospektiva díla prostřednictvím výběru 175 snímků vytvořených od konce 30. let 20. století do roku 2009, Nadace Marty Ortegy Pérezové, A Coruña, Španělsko, od 23. listopadu 2024 do 1. května 2025[12][13]
- Albert Watson, No Idle View, The Fahey/Klein Gallery, Los Angeles, od 14. listopadu 2024 do 11. ledna 2025[14][15]
- Science/Fiction – Une non-histoire des plantes, vizuální historie rostlin od 19. století do současnosti, spojující více než 40 umělců z různých období a národností, mezi nimiž jsou mimo jiné Anna Atkinsová, Henry Bradbury, Albert Renger-Patzsch, Karl Blossfeldt, Imogen Cunninghamová, Horst P. Horst, Edward Weston, Laure Albin Guillotová, filmaři jako Friedrich Wilhelm Murnau nebo Philip Kaufman a současní umělci jako Joan Fontcuberta, Sam Falls, Pierre Joseph, Jochen Lempert, Angelica Mesitiová, Richard Tepe nebo také Agnieszka Polska, Maison européenne de la photographie, od 16. října 2024 do 19. ledna 2025[16]
- Steve McCurry, Regards, shromažďující 80 nejikoničtějších fotografií díla amerického fotografa, pokrývajících téměř 40 let jeho kariéry, Caumont-Centre d'art, Aix-en-Provence, od 8. listopadu 2024 do 23. března 2025[17][18][19]
- Willy Ronis, La Banlieue Est sous l'œil du maître, Musée intercommunal, Nogent-sur-Marne, od 19. října 2024 do 31. července 2025[20]
- Ernst Haas: Abstract - Les Forces de l'abstraction, prezentující jednu z nejodvážnějších a nejosobnějších etap díla tohoto průkopníka barevné fotografie, Les Douches la Galerie, Paříž, od 23. listopadu 2024 do 25. ledna 2025[21][22]
- Martin Munkácsi, Think while you shoot, Paci Contemporary Gallery – Borgo Wuhrer, Brescia, Itálie, od 30. listopadu 2024 do 30. března 2025[23]
- Denis Brihat / Danielle Kwaaitaalová: Dialogue, Michele Schoonjans Gallery, Brusel, od 12. ledna do 1. března 2025
- Peter Knapp, Compte à rebours 2024 – 1960, Galerie Oana Ivan, Paříž, od 17. ledna do 17. dubna 2025[24][25]
- Mary Ellen Marková: Ward 81: Voices, Center for Photography at Woodstock, Kingston, New York, od 18. ledna do 4. května 2025[26][27]
- American Street Photography, kolektivní výstava, která sdružuje významné fotografy tohoto žánru, jako jsou Louis Faurer, Jill Freedman, Dave Heath, Danny Lyon, Joseph Sterling a Garry Winogrand, Galerie Agathy Gaillardové, Paříž, od 23. ledna do 15. března 2025[28]
- Wim Wenders: Written Once, Howard Greenberg Gallery, New York, od 28. ledna do 15. března 2025
- Marjaana Kella, L'Envers du portrait, první výstava tvorby finské fotografky ve Francii, Fondation Henri Cartier-Bresson, Paříž od 28. ledna do 6. dubna 2025[29][30]
- From the Roster, kolektivní výstava představující významná díla mnoha umělců — jako jsou Richard Avedon, Irving Penn, Helmut Newton, Don McCullin, Horst P. Horst, Herb Ritts, Albert Watson, Steven Meisel, Jeanloup Sieff, Peter Beard, Daidó Morijama, Andy Warhol, a další — kteří během dlouhé historie galerie vystavovali v Hamiltons Gallery v Londýně, od 6. února do 26. dubna 2025[31][32]
- American Photography, první velká monografická výstava v Evropě věnovaná americké fotografii, představující více než 200 děl od daguerrotypií z 19. století až po novější práce fotografů jako například Edward Weston, Walker Evans, Paul Strand, Charles Sheeler, Aaron Siskind, Sally Mann, Robert Frank, Lisette Modelová, James Van Der Zee, Nan Goldinová, Richard Avedon, Diane Arbusová, William Klein, Irving Penn, Ming Smithová, Andy Warhol, Bruce Wrighton, Dawoud Bey nebo také Sarah Sense zdůrazňující bohatství a rozmanitost dějin fotografie v USA, Rijksmuseum Amsterdam, Amsterdam, Pays-Bas od 7. února do 9. června 2025[33][34][35][36]
- Mathieu Bernard-Reymond, Un sentiment véritable, prezentující fotografie z řad sérií La Flèche du temps (2018), I think I've forgotten this before (2022) a D'après Ramuz (2023), Centre photographique Rouen Normandie, Rouen od 8. února do 10. května 2025[37][38][39]
- Sebastião Salgado, , retrospektivní výstava uspořádaná v rámci „Roku Brazílie“ ze sbírek Maison européenne de la photographie (MEP), která nabízí ucelený pohled na dílo francouzsko-brazilského fotografa, Les Franciscaines – Musée de Deauville, od 1. března do 1. června 2025[40]

- Marc Riboud, Photographies du Vietnam 1966-1976, spojující, při příležitosti 50. výročí konce vietnamské války, soubor fotografií pořízených Marcem Riboudem během desetiletí, které dokumentují utrpení, odvahu a důstojnost vietnamského lidu na okraji bojů; Musée Guimet, Paříž, od 5. března do 12. května 2025[41][42]
- Issei Suda, Fushikaden, prezentující nejikoničtější sérii japonského fotografa o matsuri, tradičních lidových festivalech, pořízenou během 70. let v Tokiu, ale především v odlehlejších provinciích Tóhoku, Hokuriku a Kanto Centre de la photographie de Mougins, od 8. března do června 2025[43][44]
- Andreas Gursky, Inherited Images, představující výběr jeho fotografií, které jsou v dialogu s mistry starých mistrů, odhalující inspiraci umělce pro malbu, Sprüth Magers Gallery, New York, od 14. března do 19. dubna 2025[45][46]
- Sebastião Salgado, „Le Monde de Sebastião Salgado“, retrospektivní výstava kariéry francouzsko-brazilského fotografa, pokrývající více než čtyři desetiletí a představující ikonická díla z jeho nejslavnějších sérií, Galerie Peter Fetterman, Santa Monica, Kalifornie, od 15. března do 21. června 2025[47]
- Elliott Erwitt: „DogDogs“, výstava 80 fotografií pořízených mezi lety 1946 a 2004, která s humorem a něhou zkoumá vztah mezi člověkem a psem, Palazzo Callas, Sirmione, Itálie, od 15. března do 13. července 2025[48]
- Marc Paygnard, Sur le vif, retrospektiva k příležitosti 80. výročí fotografa, která shromažďuje fotografie zobrazující život jeho regionu — Franche-Comté — po více než 50 let, Musée comtois, Citadelle de Besançon, od 19. dubna do 2. listopadu 2025[49]
- Richard Avedon, In the American West, výstava poprvé v Evropě, při příležitosti 40. výročí vydání knihy obsahující všech 103 snímků této ikonické série, Fondation Henri Cartier-Bresson, od 30. dubna do 12. října 2025.[50]
- Rania Matar, Where Do I Go? Fifty Years Later (Kam jdu? Padesát let poté) představuje fotografický projekt libanonsko-americké umělkyně Ranii Matar, který vznikl v roce 2020 po výbuchu v bejrútském přístavu. Projekt se zaměřuje na portréty mladých libanonských žen a reflektuje 50. výročí začátku libanonské občanské války. Výstava probíhá v bejrútské galerii Galerie Tanit od 10. dubna do 22. května 2025.[51]
- Mao Išikawa, Red Flower: The Women of Okinawa Series (1975–1977) (Akabana – ženy z Okinawy (japonsky: Akabana—Okinawa no Onna; francouzsky: Fleur rouge — Les femmes d'Okinawa), výstava v rámci festivalu Kyotographie, Kondaya Genbei Chikuin-no-Ma, Kjóto, Japonsko, 12. dubna – 11. května 2025[52][53]
- Marc Riboud, Peace in the Making, výstava představující výběr významných a ikonických děl fotografa agentury Magnum, zachycujících podstatu míru ve světě po válce, Atlas Gallery, Londýn, 2. května – 21. června 2025[54]
- Jean Gaumy, Jean Gaumy et la mer (Jean Gaumy a moře), výstava 140 fotografií ze sbírek Médiathèque du patrimoine et de la photographie, představující pohled fotografa agentury Magnum, člena Académie des beaux-arts a oficiálního držitele titulu Peintre de la Marine (malíř francouzského námořnictva) na svět moře v celé jeho rozmanitosti během téměř padesáti let, Národní námořní muzeum, Paříž, od 14. května do 17. srpna 2025[55][56][57]
- Germaine Kanova, Regard d'une photographe sur la Libération (Pohled fotografky na Osvobození), výstava přibližuje málo známý životní příběh Germaine Kanovy (1902–1975), jedné z prvních válečných fotografek ve Francii, Národní námořní muzeum v Port-Louis, Morbihan, od 23. května 2025 do 4. ledna 2026[58]
- Marc Riboud, L'Œil du voyageur, výstava představující výběr více než 150 fotografií pořízených během četných cest — zejména po Asii — které Marc Riboud podnikl během své více než šedesátileté kariéry, Villa Tamaris, La Seyne-sur-Mer, od 24. května do 21. září 2025[59]
- Jean a Michel Dieuzaide, L'Espagne des Dieuzaide (Španělsko očima Dieuzaidů), výstava poprvé spojující otce a syna a představující 130 černobílých fotografií zachycujících pohledy dvou generací na Španělsko ve dvou odlišných obdobích, Le Musée - Arts & Figures des Pyrénées Centrales, Saint-Gaudens, od 4. června do 31. prosince 2025[60]
- Frank Horvat, Hong Kong Dream – výstava fotografií pořízených koncem roku 1962 na zakázku německého magazínu Revue, během níž Horvat objevuje a dokumentuje fascinující hustě zalidněné město Hongkong. Výstava probíhá v Muzeu fotografie F11, Happy Valley, Hongkong, od 11. června do 19. července 2025[61][62]
- Michael Kenna, Haikus d'argent, L'Asie photographiée (Stříbrné haiku: Fotografie Asie) – výstava představující Kennovy fotografie asijských krajin, pořízené během posledních 40 let v Japonsku, Číně, Koreji a Indii. Výstava zkoumá propojení mezi fotografií a místními uměleckými tradicemi prostřednictvím devíti tematických sekcí.[63][64]
- Leni Riefenstahlová, Olympia Through the Lens, výstava představující 25 původních vintage tisků z letních olympijských her v Berlíně roku 1936, která zkoumá vizuální odkaz německé fotografky a režisérky v historickém a etickém kontextu doby, Keith de Lellis Gallery, New York, od 19. června do 31. července 2025[65][66]
- Ralph Gibson, výstava Vu, Imprévu, která novým způsobem představuje patnáct nejikoničtějších fotografií amerického fotografa pořízených mezi lety 1968 a 1990. Snímky jsou doplněny hudební skladbou, speciálně složenou a interpretovanou samotným autorem, a také videodílem – formátem, kterému Ralph Gibson přikládá zvláštní význam, neboť umožňuje propojení obrazu a hudby. Výstava probíhá ve Venet Foundation, Le Muy, departement Var, od 22. června do 30. září 2025.[67]
- Robert Mapplethorpe, Enninful X Mapplethorpe, výstava představující jedinečný pohled na dílo fotografa prostřednictvím výběru 46 fotografií prezentovaných ve dvojicích, jak je vybral britský editor Edward Enninful; 11. Mezinárodní fotografické bienále v Ballaratu, Galerie de la Poste, Ballarat, Austrálie, od 23. srpna do 19. října 2025[68]
- Bae Bien-u, Des forêts , des esprits et des hommes (Lesy, duchové a lidé) – výstava představující díla jihokorejského fotografa prostřednictvím čtyř hlavních sérií: Alhambra, Benátky, Sonamu a Jeju, stejně jako fotografie pořízené během umělecké rezidence na Korsice. Palais Fesch – muzeum výtvarných umění, Ajaccio, Korsika, od 11. července 2025 do 1. února 2026[69][70]

## Ceny a ocenění
- Czech Press Photo –
- World Press Photo –
- Prix Niépce – Ed Alcock[71]
- Prix Nadar –
- Prix de photographie de l'Académie des beaux-arts –
- Prix HSBC pour la photographie –
- Prix Bayeux-Calvados des correspondants de guerre -
- Prix Carmignac Gestion du photojournalisme –
- Prix Roger Pic –
- Prix Lucas Dolega –
- Prix Canon de la femme photojournaliste –
- Prix Picto –
- Prix Tremplin Photo de l'EMI – ?
- Prix Voies Off –
- Prix Révélation SAIF –

- Cena Oskara Barnacka –
- Prix Leica Hall of Fame –
- Cena Ericha Salomona –
- Cena za kulturu Německé fotografické společnosti –
- Cena Hansely Miethové –
- Zeiss Photography Award –
- Sony World Photography Awards[72]

- Cena Ansela Adamse –
- Cena W. Eugena Smithe –
- Pulitzerova cena
  -  Pulitzer Prize for Breaking News Photography –
  -  Pulitzer Prize for Feature Photography –
- Zlatá medaile Roberta Capy –
- Cena Inge Morath –
- Infinity Awards –
- Lucie Awards –
- Cena Kena Domona –

- Prix Paul-Émile-Borduas –
- Fotografická cena vévody a vévodkyně z Yorku – ?

- Národní fotografická cena Španělska –

- Hasselblad Award – Sophie Ristelhueberová[73][74]
- Švédská cena za fotografickou publikaci – Ela Polkowska za Splinter[75]

- Cena Roswithy Haftmann –
- Prix Pictet –

## Knihy vydané v roce 2025
- Donald McCullin, The Roman Conceit, 128 stran GOST Books, Londýn,  ISBN 978-1-91542-354-2
- Yannick Le Marec, Eugène Atget - La photographie des hommes libres (Fotografie svobodných lidí), 144 stran, Éditions Loco, Paříž, ISBN 978-2-84314-115-7

## Významná výročí

### Sté výročí narození
- 5. ledna – Stefan Paszyc, polský fotochemik, akademik a profesor chemie († 12. ledna 2022)[76]
- 16. ledna – Naomi Rosenblumová, americká historička umění, specialistka na fotografii, autorka dvou knih o historii fotografie A World History of Photography a A History of Women Photographers († 19. února 2021)
- 19. ledna – William Seaman, americký fotograf a držitel Pulitzerovy ceny za fotografii  († 6. prosince 1997)
- 10. března – Ed van der Elsken, nizozemský fotograf († 1990)
- 13. března – Jane Bownová, britská portrétní fotografka († 21. prosince 2014)
- 25. března – Eva Grantová, řecko-britská glamour fotografka tureckého původu, která pracovala v glamour průmyslu, kterému dominovali muži v 50. a na počátku 60. let 20. století († 22. ledna 2025)
- 9. dubna – Art Kane, americký fotograf († 3. února 1995)
- 18. dubna – Suzanne Heldová, francouzská novinářka, fotografka a reportérka, specialistka na Orient († 10. května 2022)
- 21. dubna – Ed Feingersh, americký fotograf, portrétoval Marilyn Monroe († 1961)
- 15. května – Ralph Eugene Meatyard, americký fotograf († 7. května 1972)
- 16. května – Rae Russelová, americká fotografka specializovala se na fotožurnalistiku a rodinné portréty, členka newyorské organizace Photo League († 17. října 2008)
- 17. května – Paolo Di Paolo, italský fotograf, publikoval portréty a reportáže v časopisech, hlavně v magazínu Il Mondo († 12. června 2023)
- 25. května – Arnold Odermatt, švýcarský policejní fotograf († 19. června 2021)[77]
- 30. června – Zora Plešnar, slovinská fotografka († 24. března 2021)
- 13. července – Suzanne Daveau, francouzsko-portugalská fotografka
- 23. července – Burt Glinn, americký fotograf († 9. dubna 2008)
- 1. srpna – Mario Giacomelli, italský fotograf († 25. listopadu 2000)
- 6. srpna – Gérard Castello-Lopes, portugalský fotograf († 12. února 2011)
- 10. srpna – Jean Péraud, francouzský válečný fotograf († 1. července 1954)
- 6. září – Mariana Yampolsky, mexicko-americká fotografka, cestovatelská fotografie a dokumentární tvorba o mexických venkovských oblastech († 3. května 2002)
- 7. září – Ronni Solbertová, americká umělkyně, fotografka a spisovatelka, známá především jako ilustrátorka knih (†  9. června 2022)
- 12. září – Milan Borovička, český amatérský fotograf výhradně ženských portrétů a aktů († 1. února 2011)
- 13. září – Jean Mohr, švýcarský fotograf († 3. listopadu 2018)
- 13. září – Bjørn Winsnes, norský fotograf († 25. listopadu 2012)
- 10. října – Milada Einhornová, česká fotografka († 25. listopadu 2007)
- 18. října 1925 – Paul Vathis, americký fotoreportér, který celkem 56 let fotografoval pro Associated Press († 10. prosince 2002)
- 2. listopadu – Claire Aho, finská fotografka, průkopnice finské barevné fotografie († 29. listopadu 2015)
- 5. listopadu – Marilyn Staffordová, britská fotografka amerického původu († 2. ledna 2023)
- 15. listopadu – Neal Boenzi, americký fotožurnalista, který pracoval pro New York Times († 3. dubna 2023)
- 25. listopadu – Tazio Secchiaroli, italský fotograf († 24. července 1998)
- 30. listopadu – Vojtěch Jasný, český scenárista, filmový režisér a fotograf († 16. listopadu 2019)
- 18. prosince – John Szarkowski, americký fotograf, kurátor, historik a kritik († 2007)
- 21. prosince – Lennart Olson, švédský fotograf a filmař († 14. května 2010)

### Dvousté výročí narození 1825–2025
- 4. února – Celestino Degoix, italský fotograf († po roce 1885)
- 10. února – James Wallace Black, americký fotograf († 5. ledna 1896)
- 5. března – Joseph Albert, německý fotograf a vynálezce († 5. května 1886)
- 20. dubna – Antonín Řehula, český malíř a fotograf († 10. června 1864)
- 23. dubna – Georges Penabert, francouzský fotograf působící v Paříži, New Yorku, Filadelfii, Madridu a na Kubě († 27. prosince 1903)
- 25. dubna – Antoinette Bugette, francouzská fotografka († 3. října 1902)
- 4. května – Augustus Le Plongeon, britský fotograf, archeolog, antikvariář, cestovatel a spisovatel († 13. prosince 1908)
- 4. května – Auguste Reymond, švýcarský fotograf († 22. července 1913)
- 10. května – Heinrich Tønnies, dánský fotograf († 11. prosince 1903)
- 17. května – Louis Charles Raoul Vernay, hrabě z Vernay, francouzský fotograf, dvorní fotograf španělské královské rodiny, autor prvních dochovaných fotografií býčího zápasu ve Španělsku († 25. února 1871)
- 21. května – Jan Umlauf, český akademický malíř a fotograf († 9. ledna 1916)
- 11. června – Jan Maloch, český malíř, fotograf a entomolog († 15. ledna 1911)
- 20. června – Jules Beck, švýcarský fotograf vysokohorských oblastí († 16. ledna 1904)
- 2. července – Gabriel Loppé, francouzský malíř, fotograf a horolezec († 19. května 1913)
- 31. července – Luis Léon Masson, francouzský fotograf († 4. dubna 1882)
- 25. srpna nebo 26. srpna – Adrien Tournachon, francouzský fotograf († 24. ledna 1903)
- 27. srpna – Émile Reutlinger, francouzský fotograf († 9. srpna 1907)
- 2. prosince  – Jules de Laurière, francouzský archeolog a fotograf († 3. října 1894)
- 7. prosince – Hippolyte Jouvin, francouzský fotograf a vydavatel stereoskopických fotografií, průkopník v oblasti hlubotisku a jeden z prvních, kteří použili mokrý kolodiový proces († 3. srpna 1889)
- ? – Kameja Tokudžiró, japonský fotograf († 1884)
- ? – Francis Seth Frost, americký malíř a fotograf († 1902)
- ? – Antonio Beato, italský fotograf († 1905)
- ? – Edmund David Lyon, britský fotograf a sloužil v britské armádě. Fotografoval na více než 100 archeologických nalezištích v Indii († 1891)

### Sté výročí úmrtí 1925–2025

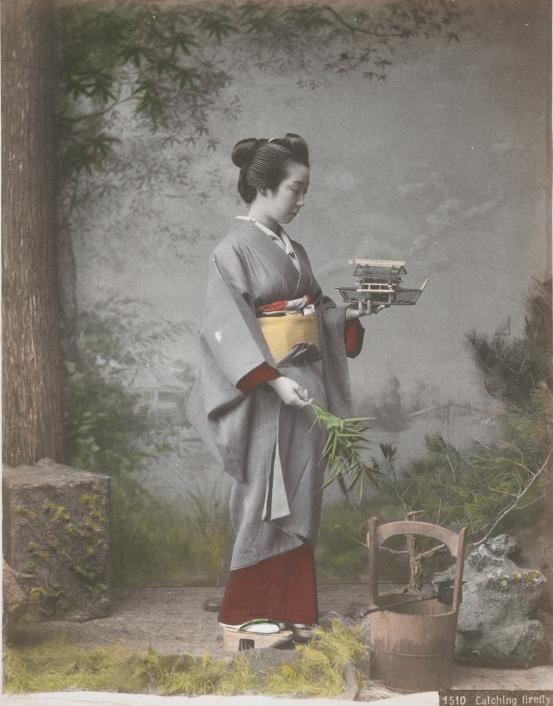
Ecu Kadžima, japonská gejša a modelka fotografa Seibeie Kadžimy

- 30. března – Paul Sinner, německý fotograf (* 17. července 1838)
- 6. dubna – Alexandra Kitchin, dětská modelka Lewise Carrolla (* 29. září 1864)
- 22. dubna – Ecu Kadžima, japonská gejša a modelka fotografa Seibeie Kadžimy (* 20. listopadu 1880)
- 25. dubna – Carlo Brogi, italský fotograf (* 1850)
- 5. června – Jules Jacot-Guillarmod, švýcarský lékař, horolezec, objevitel a fotograf (* 24. prosince 1868)
- 10. června – Marie Gleditschová, norská portrétní fotografka, působila v Christianii asi od roku 1895 až do roku 1905 (* 1860)
- 29. června – Julie Laurbergová, dánská portrétní a dvorní fotografka v Kodani, spolupracovala s Franziskou Gadovou (* 7. září 1856)
- 7. července – Clarence Hudson White, americký fotograf (* 8. dubna 1871)
- 7. července – Romualdo Moscioni, italský fotograf (* (17. března 1849)
- 18. července – Efrajim Moses Lilien, secesní ilustrátor, fotograf a německý secesní rytec (* 23. května 1874)
- 4. srpna – Caroline von Knorring, švédská fotografka (* 6. října 1841)
- 10. října – Mary Carnellová, americká fotografka a klubistka (* 21. prosince 1861)
- 5. prosince – F. W. Micklethwaite, kanadský fotograf (* 13. března 1849)
- 15. prosince – Charles Vapereau, francouzský učitel a fotograf (* 15. února 1847)
- 17. prosince – Mariano Moreno García, španělský fotograf (* 25. března 1865)
- ? – John Karl Hillers, americký fotograf (* 1843)
- ? – Mollie Fly, americká fotografka (* 1847)

## Úmrtí v roce 2025
- 1. ledna – William Carter, 90, americký fotograf[78]
- 3. ledna – Patricia Allende, 70, španělská fotografka, hledala abstrakci reality a přírody, její sestra byla Ouka Leele (* 29. září 1954)
- 3. ledna – Constantine Manos, 90, americký fotograf řeckého původu[79][80]
- 4. ledna – Peter Brandes, 80, dánský malíř, sochař, keramik a fotograf (* 5. března 1944) [81]
- 5. ledna – Goranka Matičová, 75, srbská historička umění, fotografka a lektorka, její dílo zahrnuje portréty spisovatelů, rockových a popových hudebníků (* 13. srpna 1949)
- 6. ledna – Charles M. Roessel, 63, americký fotograf (z indiánského kmene Navahů), novinář a akademický administrátor, prezident Diné College (od roku 2017).[82][83]
- 13. ledna – Oliviero Toscani, 82, italský fotograf známý svými kontroverzními reklamními kampaněmi pro italskou firmu United Colors of Benetton.[84]
- 14. ledna – Heinz Kluetmeier, 82, německý sportovní fotograf aktivní v USA (Sports Illustrated).[85]
- 14. ledna – John Blakemore, 88, anglický fotograf, který pracoval v dokumentární fotografii, krajinářské fotografii, fotografii zátiší a vytvářel ručně vyráběné knihy[86]
- 14. ledna – Michel Medinger, 83, lucemburský fotograf a sportovec[87]
- 16. ledna – George Kalinsky, 88, americký sportovní fotograf (Madison Square Garden, New York Mets).[88]
- 16. ledna – George A. Tice, 86, americký fotograf[89]
- 23. ledna – Thomas Billhardt, 87, německý fotograf a publicista (* 2. května 1937)[90]
- 23. ledna – Gyöngyi Rózsavölgyi, 71, maďarská fotografka, fotoreportérka, fotoeditorka a redaktorka (* 29. září 1953)[91]
- 29. ledna – Elisabeth Niggemeyerová, 94, německá fotografka, nejznámější jako fotografka pro Die gemordete Stadt („Zavražděné město“), obsahující klasickou kritiku poválečného německého urbanismu, a díky své práci o dětech a pedagogice (* 23. června 1930)[92]
- 4. února – Ed Seeman, 93, americký umělec, jehož díla zasahovala do různých oblastí, od oceňovaných animovaných televizních reklam pro děti až po filmy s uměleckou nahotou a tvrdou pornografií (* 16. července 1931)[93]
- 27. února – Bjørn Opsahl, norský fotograf, režisér a lektor (* 10. srpna 1968)[94]
- 3. března – Herb Greene, 82, americký fotograf známý svými portréty hudebníků a kapel ze sanfranciské kontrakultury v 60. a 70. letech 20. století (* 3. dubna 1942)[95]
- 3. března – Flo Fox, 79, americká pouliční fotografka, trpěla roztroušenou sklerózou a pak také slepotou (* 26. září 1945)[96]
- 15. března – Miljenko Domijan, 78–79, chorvatský historik umění, konzervátor, intelektuál a fotograf v oblasti ochrany chorvatského kulturního dědictví (* 1946)[97]
- 19. března – Anna Turbau, španělská fotožurnalistka spojená s kontrakulturou a fotografickým realismem, realizovala dokumentární projekty, zvláště v Galicii v letech 1975 až 1979 (* 27. března 1949)[98]
- 20. března – Nona Faustine, 48, americká fotografka a vizuální umělkyně, zaměřovala se na historii, identitu, reprezentaci a na to, co to znamená být ženou v 21. století, především zkušenosti černošských žen (* 1977)[99]
- 24. března – Hossam Shabat, 23, palestinský novinář a fotograf, který informoval o válce v Gaze jako korespondent pro Al Jazeera (* 10. října 2001)[100]
- 25. března – Paul McDonough, 84, americký pouliční fotograf působící v New Yorku (* 18. února 1941)[101]
- 28. března – Brigitte Voigtová, 90, německá fotografka a redaktorka, přes 20 let vedla fotografické oddělení časopisu Magazin (* 1934)[102]
- 4. dubna – Jim Brandenburg, 79, americký ochránce životního prostředí, fotograf přírody a filmař, 10 let fotožurnalista, 30 let na volné noze pro National Geographic (* 23. listopadu 1945)[103]
- 5. dubna – Bryan Peterson, 72, americký fotograf[104]
- 6. dubna – Max Kozloff, 91, americký historik umění a fotograf (* 21. června 1933)[105]
- 16. dubna – Fatma Hassonaová, 26, palestinská fotožurnalistka,  dokumentovala civilní život během války v Gaze, raketový úder (* březen 2000)[106]
- 4. května – Marie Anna Mayrová z Melnhofu, 105, rakouská aristokratka a fotografka[107]
- 7. května – André Rouillé, 77, francouzský historik a teoretik fotografie[108]
- 11. května – Janusz Mielczarek, 88, polský fotograf, řádný člen a držitel titulu Artysta Fotoklubu Rzeczypospolitej Polskiej (AFRP). Člen Rady Fotoklubu RP. Řádný člen Slezské oblasti Svazu polských uměleckých fotografů, čestný člen Fotografické společnosti Edmunda Osterloffa v Radomsku.[109]
- 18. května – Mario Carbone, 101, italský režisér, kameraman a fotograf[110]
- 23. května – Sebastião Salgado, 81, brazilský fotograf (* 8. února 1944)[111][112]
- 25. května – Walter Novak, 68, českoamerický fotograf[113]
- 28. května – Sunjoy Monga, 63, indický fotograf divoké přírody, ochránce přírody, přírodovědec a spisovatel[114]
- 4. června – Eduardo Gageiro, 90, portugalský fotograf a fotožurnalista[115]
- 4. června – Rashid Lombard, 74, jihoafrický fotograf jazzu a politický fotožurnalista (* 10. dubna 1951)[116]
- 5. června – Bill Atkinson, 74, americký počítačový inženýr a fotograf, v letech 1978 až 1990 pracoval ve společnosti Apple (* 17. března 1951)[117]
- 7. června – Vladimír Smutný, 82, český kameraman a fotograf (*  13. července 1942)[118]
- 8. června – Francis Giacobetti, 85, francouzský fotograf a filmový režisér (Emmanuelle 2)[119]
- 9. června – Kimiko Nišimoto, 97, japonská fotografka a internetová celebrita narozená v Brazílii[120]
- 11. června – Tomáš Fassati, 73, český vědec, vysokoškolský pedagog, fotograf, teoretik vizuální komunikace ve vazbě na interakci člověka, designu i architektury, v benešovském Muzeu umění a designu shromáždil rozsáhlé sbírky umění včetně fotografie, videa a užité tvorby – designu včetně grafického (* 22. února 1952)[121]
- 13. června – Václav Toužimský, 90, český fotograf, jeho snímek tanku při kolizi s domem v Liberci ze srpna 1968 se stal symbolem sovětské okupace Československa (* 8. května 1935)[122]
- 13. června – Agathe Gaillardová, 83, francouzská galeristka, která v roce 1975 otevřela první galerii ve Francii věnovanou výhradně fotografii (* 6. července 1941)[123][124]
- 18. června – Marcia Resnicková, 74, americká fotografka a umělkyně, rakovina plic, dokumentovala undergroundové umění a kulturu v centru Manhattanu v 70. a začátku 80. let, pořídila poslední snímky herce Johna Belushiho před jeho smrtelným předávkováním drogami v roce 1982[125]
- 20. června – Magali Jauffretová, 76, francouzská novinářka a kritička specializující se na fotografii a současné umění v deníku L'Humanité (* 1949)[126]
- 23. června – Rosalind Fox Solomonová, 95, americká fotografka působící v New Yorku, fotografuje ve čtvercovém černobílém formátu, zejména Peru[127]
- 30. června – Ismail Abu Hatab, 32, palestinský fotoreportér a filmař, informoval z frontové linie o válce v Gaze, byl zabit při izraelském náletu[128][129]
- 9. července – Masatoši Naitó, 87, japonský fotograf, folklórní tradice, etnologické zvyky, lidová náboženství a šamanky, získal cenu Kena Domona (18. dubna 1938)[130]
- 14. července – Tadeusz Rolke, 96, polský fotograf[131]
- 17. července – Thomas Sayers Ellis, 61, americký básník, fotograf, hudebník, kapelník a učitel (* 5. října 1963)[132]
- 23. července – Gerhard Trumler, 87, rakouský fotograf[133]
- 23. července – Michael Ochs, 82, americký fotograf a fotografický archivář, vlastnil rozsáhlou sbírkou fotografií souvisejících s rockovou hudbou z 50. a 60. let 20. století, obsahovala 3 miliony historických tisků, zkušebních listů a negativů (* 27. února 1943)[134]
- 30. července – Rodrigo Moya, 91, mexický fotožurnalista, spisovatel a vydavatel, známý především svou fotografickou tvorbou z let 1955 až 1968 a melancholickým portrétem Che Guevary[135]
- 6. srpna – Gianni Berengo Gardin, 94, italský fotograf (kniha Morire di classe).[136]
- 7. srpna – Rosa Gauditano, 70, brazilská fotografka dokumentující situaci marginalizovaných lidí v Brazílii od 70. let 20. století, jako jsou LGBT a domorodé obyvatelstvo[137]
- 11. srpna – Éric Colmet-Daâge, 76–77, francouzský novinář v redakci francouzského magazínu Photo.[138] (smrt oznámena tento den)
- 11. srpna – Dany Gignouxová, 81, švýcarská fotoreportérka a fotografka, dokumentovala folkovou a populární hudbu ve Švýcarsku, spiritualismus v Brazílii, majáky na ostrově Île de Sein ve Francii, koncerty v Ženevě, karneval v Basileji, africké migranty v Ženevě a turisty ve Švýcarsku a Itálii (* 27. května 1944)[139]
- 13. srpna – Vladislav Hošek, český fotograf náladových záběrů šumavské krajiny, pralesních interiérů a detailů z přírody Šumavy (* 7. února 1954)[140]
- 16. srpna – Karl-Rudolf Hornberger, 94, německý fotograf a básník působící na severním okraji Severofalcké pahorkatiny, specializoval se na sportovní a krajinářskou fotografii v regionu (* 27. července 1931)[141]